# Arzay
Arzay korábbi község (település) Franciaországban, Isère megyében. 2019. január 1-jén Commelle, Nantoin és Semons községgel egyesült és Porte-des-Bonnevaux új község része lett.
Lakosainak száma 227 fő (2018. január 1.). Arzay Lieudieu, Semons, Villeneuve-de-Marc, Bossieu és Ornacieux községekkel határos.

## Népesség
A település népességének változása:
| Lakosok száma | 125  | 108  | 142  | 169  | 207  | 217  | 220  | 234  | 229  | 227  |
|               | 1968 | 1975 | 1982 | 1999 | 2006 | 2011 | 2013 | 2016 | 2017 | 2018 |